# Мелиоризм

Уильям Джеймс был одним из ранних представителей мелиоризма — учения, занимающего среднее положение между метафизическими оптимизмом и пессимизмом.

Мелиори́зм (от лат. melior — сравнительная степень от bonus «хороший») — метафизическое воззрение, признающее реальность идеи прогресса как ведущей к совершенствованию мира. Согласно этой концепции, люди способны посредством вмешательства в процессы, ход которых иначе был бы естественным, достигать лучшего результата, чем эти процессы бы дали.
Мелиоризм как концепция человека и общества лежит в основе современной либеральной демократии и прав человека и является основным компонентом либерализма.
Другое важное понимание мелиористской традиции идёт из традиции американского прагматизма. Об этом можно прочитать в работах Лестера Франка Уорда, Уильяма Джеймса, Ральфа Нэйдера и Джона Дьюи.
Мелиоризм также использовался Артуром Кэпланом (Arthur Caplan), чтобы описать идеи биоэтики, согласно которым следует улучшать условия, вызывающие страдание, даже если эти условия долго существовали (например, следует лечить распространённые заболевания, использовать методы, направленные на борьбу со старением, насколько эти методы развиты).

## В России
В России термин использовал А. В. Луначарский:

«в самой ранней моей молодости я восторженно приветствовал термин, впервые пущенный в ход, кажется, Селли [?] — мелиоризм. Пессимист считает, что мир плох, оптимист — что мир хорош, мелиорист считает, что он улучшается. Мелиорист может вместе с тем видеть все бедствия мира, всю мерзость действительности, всю слабость и греховность человека; но мелиорист в то же самое время не только отмечает постоянную борьбу светлого начала, но и хранит внутри себя глубокую уверенность в его конечной победе.» 
— Еще о Бетховене. — «Культура театра», 1921, № 3, с. 6–8.